# Den store Dag
|  | For alternative betydninger, se Den store dag (flertydig) |
Den store Dag er en dansk propagandafilm fra 1930, der er instrueret af Olaf Fønss. Filmen blev fremstillet af Socialdemokratiet som en helaftensfilm specifikt henvendt til 'ikke-medlemmer' med et budskab om Socialdemokratiets arbejde for fred i verden og jordreformerne i Danmark. 
Filmen blev i den kolde krise-vinter i 1930 udlånt gratis til københavnske parti- og fagforeninger for at oplyse om landarbejdernes forhold og formidle større solidaritet mellem de to befolkningsgrupper.
Filmens trykte program indeholder en indmeldelsesblanket til Socialdemokratiet.

## Handling
Filmen følger det unge par, Vivi og Peter, som bare vil nyde deres fritid og den kommende forlovelse samt deres familier. Parrets forældre er overbeviste socialdemokrater, der prøver at anskueliggøre for de unge, hvorfor partiets arbejde er vigtigt. Gennem mødet med en veteran fra krigen oplever de unge, hvorfor både pacifisme og landbrugreformer er den eneste vej frem for Danmark.

## Medvirkende
- Peter S. Andersen - Landarbejder Peter Andersen
- Viggo Wiehe - Guldsmed William Lund
- Knud Rassow - Husmand Anders Petersen, Peters søn
- Marie Niedermann - Anders Petersens enke
- Clara Schwartz - Cigararbejder Caroline, Williams datter
- Peter Poulsen - Skibssmed Peter Petersen, husmandens søn
- Inga Schultz - Fabriksarbejder Vivi, Carolines datter
- Robert Schmidt - Den ukendte soldat
- William Bewer - En gammel lun jyde
- Herman Florentz - En sindssygelæge
- Petrine Sonne - Nabokonene i kolonihaven
- Ellen Rassow - En gammel klog kone
- Anna Marie Wiehe - Peter Andersens mor som 25-årig
- Ludvig Petersen - Peter Andersens far som 30-årig
- Randi Michelsen - Peter Andersens hustru som 25-årig
- Martin Schreep - Sognerådsformand i Peters opholdskommune
- Peter Nielsen - Sognerådsformand i forsørgelseskommunen
- Semmy Henriques-Nielsen - En vælgerforeningsinkassator
- Thorvald Stauning
- Laust Rasmussen
- Mads Anton Madsen
- Kristen Bording
- Tove Fønss
- Palle Fønss
- Mogens Fønss